# Nagroda Nelly Sachs
Nagroda Nelly Sachs (niem. Nelly-Sachs-Preis) – nagroda literacka fundowana przez niemieckie miasto Dortmund, upamiętniająca niemiecką noblistkę żydowskiego pochodzenia oraz pierwszą laureatkę nagrody, Nelly Sachs.
Nagradzani są pisarze, którzy odznaczają się wybitnymi osiągnięciami twórczymi w dziedzinie literatury i życia intelektualnego. Celem nagrody jest również wspieranie stosunków kulturalnych między narodami, promującymi rozwój międzynarodowych kontaktów kulturowych, wzajemną tolerancję oraz pokojową współpracę w życiu i pracy. 
Wartość nagrody wynosi 15 000 euro i jest przyznawana co dwa lata.

## Laureaci
| Rok  | Laureat                    | Kraj                         |
| ---- | -------------------------- | ---------------------------- |
| 1961 | Nelly Sachs                | Niemcy/Szwecja               |
| 1963 | Johanna Moosdorf           | Niemcy                       |
| 1965 | Max Tau                    | Niemcy/Norwegia              |
| 1967 | Alfred Andersch            | Niemcy                       |
| 1969 | Giorgio Bassani            | Włochy                       |
| 1971 | Ilse Aichinger             | Austria                      |
| 1973 | Paul Schallück             | Niemcy                       |
| 1975 | Elias Canetti              | Austria                      |
| 1977 | Hermann Kesten             | Niemcy                       |
| 1979 | Erich Fromm                | Niemcy                       |
| 1981 | Horst Bienek               | Niemcy                       |
| 1983 | Hilde Domin                | Niemcy                       |
| 1985 | Nadine Gordimer            | Republika Południowej Afryki |
| 1987 | Milan Kundera              | Czechy/Francja               |
| 1989 | Andrzej Szczypiorski       | Polska                       |
| 1991 | David Grossman             | Izrael                       |
| 1993 | Juan Goytisolo             | Hiszpania                    |
| 1995 | Michael Ondaatje           | Kanada                       |
| 1997 | Javier Marías              | Hiszpania                    |
| 1999 | Christa Wolf               | Niemcy                       |
| 2001 | Georges-Arthur Goldschmidt | Francja                      |
| 2003 | Per Olov Enquist           | Szwecja                      |
| 2005 | Aharon Appelfeld           | Izrael                       |
| 2007 | Rafik Schami               | Syria/Niemcy                 |
| 2010 | Margaret Atwood            | Kanada                       |
| 2011 | Norman Manea               | Rumunia                      |
| 2013 | Abbas Khider               | Irak/Niemcy                  |
| 2015 | Marie NDiaye               | Francja/Niemcy               |
| 2017 | Bachtyar Ali               | Irak/Niemcy                  |
| 2019 | Nie przyznano              |                              |

## Kontrowersje
W 2019 roku nominowana do nagrody została Kamila Shamsie, brytyjsko-pakistańska pisarka. Jury zrezygnowało jednak z przyznania nagrody Shamsie, która poparła wcześniej ruch BDS (Boycott, Divestment and Sanctions), protestujący przeciwko izraelskiej okupacji terytoriów palestyńskich. Komisja tłumaczy, że nagroda przyznawana jest dla twórców wspierających pojednanie między narodami, a popieranie kulturowego bojkotu wpływa na społeczeństwo izraelskie. Ponad 250 twórców podpisało list otwarty opublikowany w London Review of Books, nawołujący do odwołania decyzji jury.